# Rey de Reyes (1997)
El 1997 Rey de Reyes fue el primer torneo anual de Reyes Rey de la lucha libre profesional y el espectáculo, promovido por Asistencia Asesoría y Administración (AAA). El evento tuvo lugar el 21 de febrero de 1997 en el Centro de Convenciones de Ciudad Madero, Tamaulipas, México. El torneo Rey de Reyes consistió en una ronda semifinal de las cuatro eliminatorias de cuatro hombres y una final con los ganadores de cada una de las semifinales frente a frente en un partido de eliminación hasta que solo un hombre se mantuvo. El show también contó con un mini-Estrella Six-man tag team match entre los equipos de Mini Goldust, Mini Mankind y Mini Vader ir en contra de La Parkita II, Mini Nova y Super Muñequito. El partido final del torneo enfrentó a Latin Lover, Heavy Metal, Héctor Garza y Octagon uno contra el otro.

## Resultados
- Venum, Ludxor, Discovery y Super Nova derrotaron a Histeria, El Mosco De La Merced, Mach 1 y El Picudo
- Latin Lover derrotó a Máscara Sagrada Jr., Jerry Estrada and Killer
- Heavy Metal derrotó a Blue Demon Jr., Maniaco y a May Flowers
- Héctor Garza derrotó a Perro Aguayo Jr., Abismo Negro y a La Parka
- Octagón derrotó a El Pantera, Fuerza Guerrera y a Pentagón
- Mini Goldust, Mini Mankind y Mini Vader derrotaron a La Parkita, Mini Nova y a Super Muñequito en un Extreme Rules Match
- Latin Lover derrotó a Heavy Metal, Héctor Garza y a Octagón en la lucha final por el Rey de Reyes
  - Al ganar Latin Lover se convirtió en el Rey de Reyes 1997